# Umberto Mozzoni
Umberto Mozzoni (Buenos Aires, 29. lipnja 1904. – Rim, 7. studenog 1983.), je bio argentinski rimokatolički kardinal, nadbiskup i apostolski nuncij.

## Životopis
Umberto Mozzoni je rođen u Buenos Airesu, ali se njegova obitelj kasnije preselila u Maceratu u Italiji. Prije odlaska u Rim, pohađao je sjemenište u Macerati. U Rimu je studirao na Papinskom rimskom sjemeništu te na Sveučilištu u Rimu. Zaređen je za svećenika 14. kolovoza 1927. godine te je pastoralno djelovao u biskupiji Macerata i podučavao u sjemeništu do 1935. Sukcesivno je služio kao tajnik i revizora apostolskih delegacija u Kanadi i Velikoj Britaniji i nuncijature u Portugalu.
13. studenog 1954. godine, Mozzoni je imenovan nuncijem u Boliviji i naslovnim nadbiskupom Side. Biskupsku posvetu je primio iste godine 5. prosinca. Mozzoni je kasnije postao nuncij u Argentini, 20. rujna 1958. godine. Sudjelovao je na Drugom vatikanskom saboru od 1962. do 1965. godine. Nuncijem u Brazilu je postao 19. travnja 1969. godine.
Papa Pavao VI. ga je uzvisio na razinu kardinala đakona crkve Sant'Eugenio na konzistoriju 5. ožujka 1973. Bio je jedan od kardinala birača koji su sudjelovali na konklavama u kolovozu i listopadu 1978. godine na kojoj je izabran papa Ivan Pavao I., odnosno Ivan Pavao II. Mozzoni je obnašao dužnost kardinala protođakona od 15. lipnja 1980. dok nije postao kardinal svećenik iste naslovne crkve, 2. veljače 1983. godine.
Dok je slavio svetu misu, kardinal Mozzoni se srušio, a kasnije i umro u rimskoj klinici u dobi od 79 godina, 7. studenog 1983. Pokopan je u katedrali u Macerati. Dana 10. studenog 1983. njegov sprovod je predvodio papa. Za svoje geslo je imao Izvezi na pučinu (lat. Duc in altum).